# Благоје Пауновић
Благоје Пауновић (Пусто Шилово, 4. јун 1947 — Београд, 9. децембар 2014) био је југословенски и српски фудбалер, а касније и фудбалски тренер.

## Биографија
Поникао је у пионирској екипи Партизана, прошао је кроз све селекције београдских „црно-белих“ и као истакнути крилни халф и центархалф од 1965. до 20. децембра 1975. одиграо укупно 451 утакмицу и постигао пет голова. У тиму је на месту центархалфа наследио Бранка Рашовића.
Од 28. децембра 1975. до 23. јула 1977. с успехом је играо у Холандији за екипу Утрехта. Кад се вратио одиграо је свега неколико утакмица за ОФК Кикинду, а од јануара до августа 1978. играо је у америчкој професионалној екипи Окленд Стомперс. Каријеру је завршио у београдском Синђелићу за који је играо у јесењој сезони 1978.
Уз десет сусрета за омладинску (1964-1965) и две утакмице за младу репрезентацију (1967-1969), одиграо је и 39 утакмица за најбољу селекцију Југославије.
Дебитовао је 12. новембра 1967. у сусрету против Албаније (4:0) у Београду, играо је у тиму који је Европском првенству 1968. у Италији заузео друго место. Од дреса са државним грбом опростио се 4. фебруара 1973. на пријатељској утакмици против Туниса (5:0) у Тунису.
Као тренер радио је у шпанском Логроњесу, затим Телеоптику, Будућности из Банатског Двора, Смедереву и БАСК-у, али је највише времена провео као члан стручног штаба Партизана као асистент Милоша Милутиновића, Ивице Осима, Љубише Тумбаковића и Владимира Вермезовића.
Његов син је познати фудбалски тренер Вељко Пауновић.